# Aleiodes texanus
Aleiodes texanus är en stekelart som beskrevs av Cresson 1869. Aleiodes texanus ingår i släktet Aleiodes och familjen bracksteklar. Inga underarter finns listade i Catalogue of Life.